# Big East Conference
La Big East Conference (Conferencia del Gran Este en español) es una conferencia de la División I de la NCAA. Está formada por 11 miembros que compiten en 22 deportes (10 masculinos y 12 femeninos). Fue fundada en 1979.
En 2013 las universidades que tenían equipos de fútbol americano de la Football Bowl Subdivision (FBS) abandonaron la conferencia, permaneciendo en ella las Siete Católicas, cuyo deporte principal es el baloncesto, a las que se unieron Butler, Creighton y Xavier (Butler es la única no católica).
El fútbol americano dejó de ser uno de los deportes de la conferencia, por lo que Georgetown, Villanova, y Butler, las tres universidades que tienen equipos, todos ellos de la Football Championship Subdivisión (FCS), pertenecen a otras conferencias en este deporte.

## Miembros
| Logo | Institución                | Localización               | Equipo        | Tipo    | Año de Unión |
| ---- | -------------------------- | -------------------------- | ------------- | ------- | ------------ |
|      | Universidad Butler         | Indianápolis, Indiana      | Bulldogs      | Privada | 2013         |
|      | Universidad de Connecticut | Storrs, Connecticut        | Huskies       | Pública | 1979, 2020   |
|      | Universidad Creighton      | Omaha, Nebraska            | Bluejays      | Privada | 2013         |
|      | Universidad DePaul         | Chicago, Illinois          | Blue Demons   | Privada | 2005         |
|      | Universidad de Georgetown  | Washington D. C.           | Hoyas         | Privada | 1979         |
|      | Universidad Marquette      | Milwaukee, Wisconsin       | Golden Eagles | Privada | 2005         |
|      | Providence College         | Providence, Rhode Island   | Friars        | Privada | 1979         |
|      | Universidad de San Juan    | Queens, Nueva York         | Red Storm     | Privada | 1979         |
|      | Universidad Seton Hall     | South Orange, Nueva Jersey | Pirates       | Privada | 1979         |
|      | Universidad Villanova      | Radnor, Pensilvania        | Wildcats      | Privada | 1980         |
|      | Universidad Xavier         | Cincinnati, Ohio           | Musketeers    | Privada | 2013         |

### Miembros Asociados
| Institución                 | Localización            | Equipo      | Tipo    | Deporte(s)                           | Conferencia Primaria               | Año de Unión                          |
| --------------------------- | ----------------------- | ----------- | ------- | ------------------------------------ | ---------------------------------- | ------------------------------------- |
| Universidad de Denver       | Denver, Colorado        | Pioneers    | Privada | Lacrosse masculino Lacrosse femenino | The Summit League                  | 2013 (lacrosse m.) 2016 (lacrosse f.) |
| Universidad de la Libertad  | Lynchburg, Virginia     | Lady Flames | Privada | Hockey sobre hierba femenino         | ASUN Conference                    | 2016                                  |
| Universidad de Old Dominion | Norfolk, Virginia       | Monarchs    | Pública | Hockey sobre hierba femenino         | Conference USA                     | 2013                                  |
| Universidad Quinnipiac      | Hamden, Connecticut     | Bobcats     | Privada | Hockey sobre hierba femenino         | Metro Atlantic Athletic Conference | 2016                                  |
| Universidad de Temple       | Filadelfia, Pensilvania | Owls        | Pública | Hockey sobre hierba femenino         | American Athletic Conference       | 2013                                  |

### Futuro Miembro Asociado
| Institución          | Localización | Equipo | Tipo    | Deporte(s)       | Conferencia Primaria    | Año de Unión |
| -------------------- | ------------ | ------ | ------- | ---------------- | ----------------------- | ------------ |
| Universidad de Akron | Akron, Ohio  | Zips   | Pública | Fútbol masculino | Mid-American Conference | 2023         |

## Antiguos miembros
| Institución                                             | Localización                    | Equipo          | Tipo    | Año de unión | Año de salida | Conferencia actual                                            |
| ------------------------------------------------------- | ------------------------------- | --------------- | ------- | ------------ | ------------- | ------------------------------------------------------------- |
| Boston College                                          | Chestnut Hill, Massachusetts    | Eagles          | Privada | 1979         | 2005          | Atlantic Coast Conference                                     |
| Universidad de Connecticut                              | Storrs, Connecticut             | Huskies         | Privada | 1979         | 2013          | Big East Conference (American Athletic Conference, 2013–2020) |
| Universidad de Siracusa                                 | Siracusa, Nueva York            | Orange          | Privada | 1979         | 2013          | Atlantic Coast Conference                                     |
| Universidad de Pittsburgh                               | Pittsburgh, Pensilvania         | Panthers        | Pública | 1982         | 2013          | Atlantic Coast Conference                                     |
| Universidad de Miami                                    | Coral Gables, Florida           | Hurricanes      | Privada | 1991         | 2004          | Atlantic Coast Conference                                     |
| Universidad Rutgers                                     | Nuevo Brunswick, Nueva Jersey   | Scarlet Knights | Pública | 1995         | 2013          | Big Ten Conference                                            |
| Universidad de Virginia Occidental                      | Morgantown, Virginia Occidental | Mountaineers    | Pública | 1995         | 2012          | Big 12 Conference                                             |
| Universidad de Notre Dame                               | South Bend, Indiana             | Fighting Irish  | Privada | 1995         | 2013          | Atlantic Coast Conference                                     |
| Instituto Politécnico y Universidad Estatal de Virginia | Blacksburg, Virginia            | Hokies          | Pública | 2000         | 2004          | Atlantic Coast Conference                                     |
| Universidad de Cincinnati                               | Cincinnati, Ohio                | Bearcats        | Privada | 2005         | 2013          | American Athletic Conference                                  |
| Universidad de Louisville                               | Louisville, Kentucky            | Cardinals       | Pública | 2005         | 2013          | Atlantic Coast Conference                                     |

### Antiguos miembros asociados
| Institución                 | Localización                  | Equipo          | Tipo    | Deporte(s)                                                        | Año de Unión          | Año de Salida                        | Conferencia Primaria                                                          |
| --------------------------- | ----------------------------- | --------------- | ------- | ----------------------------------------------------------------- | --------------------- | ------------------------------------ | ----------------------------------------------------------------------------- |
| Universidad de Cincinnati   | Cincinnati, Ohio              | Bearcats        | Pública | Lacrosse femenino                                                 | 2013                  | 2018                                 | American Athletic Conference                                                  |
| Universidad de Connecticut  | Storrs, Connecticut           | Huskies         | Pública | Hockey sobre hierba femenino Lacrosse femenino                    | 2013 (ambos deportes) | 2018 (hockey hierba) 2020 (lacrosse) | American Athletic Conference (se convirtió en miembro de la Big East en 2020) |
| Universidad de Florida      | Gainesville, Florida          | Gators          | Pública | Lacrosse femenino                                                 | 2014                  | 2018                                 | Southeastern Conference (American Athletic Conference en lacrosse f.)         |
| Universidad de Louisville   | Louisville, Kentucky          | Cardinals       | Pública | Hockey sobre hierba femenino Lacrosse femenino                    | 2013                  | 2014                                 | Atlantic Coast Conference                                                     |
| Universidad de Old Dominion | Norfolk, Virginia             | Monarchs        | Pública | Lacrosse femenino                                                 | 2018                  | 2020                                 | Conference USA (American Athletic Conference en lacrosse f.)                  |
| Universidad Rutgers         | Nuevo Brunswick, Nueva Jersey | Scarlet Knights | Pública | Hockey sobre hierba femenino Lacrosse femenino Lacrosse masculino | 2013                  | 2014                                 | Big Ten Conference                                                            |
| Universidad de Temple       | Filadelfia, Pensilvania       | Owls            | Pública | Lacrosse femenino                                                 | 2013                  | 2018                                 | American Athletic Conference                                                  |
| Universidad Vanderbilt      | Nashville, Tennessee          | Commodores      | Privada | Lacrosse femenino                                                 | 2014                  | 2018                                 | Southeastern Conference (American Athletic Conference en lacrosse f.)         |

## Finales de conferencia en baloncesto masculino
| - 1979-1980 : Georgetown Hoyas - 1980-1981 : Syracuse Orangemen - 1981-1982 : Georgetown Hoyas - 1982-1983 : St. John's Redmen - 1983-1984 : Georgetown Hoyas - 1984-1985 : Georgetown Hoyas - 1985-1986 : St. John's Redmen - 1986-1987 : Georgetown Hoyas - 1987-1988 : Syracuse Orangemen - 1988-1989 : Georgetown Hoyas - 1989-1990 : UConn Huskies - 1990-1991 : Seton Hall Pirates - 1991-1992 : Syracuse Orangemen - 1992-1993 : Seton Hall Pirates - 1993-1994 : Providence Friars - 1994-1995 : Villanova Wildcats - 1995-1996 : UConn Huskies - 1996-1997 : Boston College Eagles - 1997-1998 : UConn Huskies - 1998-1999 : UConn Huskies - 1999-2000 : St. John's Red Storm |  | - 2000-2001 : Boston College Eagles - 2001-2002 : UConn Huskies - 2002-2003 : Pittsburgh Panthers - 2003-2004 : UConn Huskies - 2004-2005 : Syracuse Orange - 2005-2006 : Syracuse Orange - 2006-2007 : Georgetown Hoyas - 2007-2008 : Pittsburgh Panthers - 2008-2009 : Louisville Cardinals - 2009-2010 : West Virginia Mountaineers - 2010-2011 : UConn Huskies - 2011-2012 : Louisville Cardinals - 2012-2013 : Louisville Cardinals - 2013-2014 : Providence Friars - 2014-2015 : Villanova Wildcats - 2015-2016 : Seton Hall Pirates - 2016-2017 : Villanova Wildcats - 2017-2018 : Villanova Wildcats - 2018-2019 : Villanova Wildcats - 2019-2020 : Torneo Big East cancelado en progreso debido a COVID-19 - 2020-2021 : Georgetown Hoyas |

## Campeones de la conferencia en fútbol americano
- 1991 : Miami Hurricanes (2 victorias, 0 derrotas) y Syracuse (5-0)
- 1992 : Miami Hurricanes (4-0)
- 1993 : West Virginia Mountaineers (7-0)
- 1994 : Miami Hurricanes (7-0)
- 1995 : Virginia Tech Hokies (6-1)
- 1996 : Miami Hurricanes (6-1), Virginia Tech Hokies (6-1) y Syracuse Orangemen (6-1)
- 1997 : Syracuse Orangemen (6-1)
- 1998 : Syracuse Orangemen (6-1)
- 1999 : Virginia Tech Hokies (7-0)
- 2000 : Miami Hurricanes (7-0)
- 2001 : Miami Hurricanes (7-0)
- 2002 : Miami Hurricanes (7-0)
- 2003 : Miami Hurricanes y West Virginia Mountaineers (6-1)
- 2004 : Pittsburgh Panthers, Boston College Eagles, West Virginia Mountaineers y Syracuse Orange (4-2)
- 2005 : West Virginia Mountaineers (7-0)
- 2006 : Louisville Cardinals (6-1)
- 2007 : West Virginia Mountaineers y UConn Huskies (5-2)
- 2008 : Cincinnati Bearcats (6-1)
- 2009 : Cincinnati Bearcats (7-0)
- 2010 : UConn Huskies, West Virginia Mountaineers y Pittsburgh Panthers (5-2)
- 2011 : West Virginia Mountaineers, Cincinnati Bearcats y Louisville Cardinals (5-2)
- 2012 : Louisville Cardinals, Rutgers Scarlet Knights, Cincinnati Bearcats y Syracuse Orange (5-2)